# Haftoni
Haftoni (ryska: Гафтони, azerbajdzjanska: Havtoni) är en ort i Azerbajdzjan.   Den ligger i distriktet Lənkəran Rayonu, i den sydöstra delen av landet, 200 km sydväst om huvudstaden Baku. Haftoni ligger 9 meter över havet och antalet invånare är 2 003.
Terrängen runt Haftoni är kuperad åt sydväst, men åt nordost är den platt. Trakten är tätbefolkad. Närmaste större samhälle är Lankaran, 7,7 km öster om Haftoni.
Trakten runt Haftoni består till största delen av jordbruksmark.